# Asma Mhalla
Asma Mhalla, née le 26 mars 1984 à Tunis, est une politologue et essayiste franco-tunisienne. Elle est titulaire d'un doctorat en études politiques de l'École des hautes études en sciences sociales (EHESS), chercheuse associée au Laboratoire d'anthropologie politique (LAP, UMR 8177, CNRS / EHESS). Elle a été chargée de cours vacataire à Sciences Po Paris ainsi qu'à l'École polytechnique.

## Biographie

### Enfance
Asma Mhalla naît le 26 mars 1984 à Tunis. Elle est la petite-fille de Mohamed Mhalla (1904-1951), jurisconsulte, Grand cadi (ministre de la justice) et homme politique tunisien, leader du mouvement décolonialiste. Son père est haut-fonctionnaire puis entrepreneur.

### Formation
Elle est scolarisée au lycée français de Tunis, obtient en 2002 son baccalauréat en sciences économiques et sociales pour s'orienter dans une classe préparatoire aux grandes écoles au prestigieux lycée parisien Janson-de-Sailly. Elle intègre en 2004 l'ESCP, où elle garde un souvenir des mécanismes de reproduction sociale. En 2022, elle rejoint l'EHESS pour y préparer une thèse au sein de la formation doctorale « Droit, études politiques, philosophie ».

### Carrière professionnelle
Après ses études supérieures, Asma Mhalla travaille dans la banque d'affaires puis dans le conseil en stratégie ; une expérience professionnelle qu'elle salue pour avoir structuré son approche du travail. Elle interrompt sa carrière en 2016 en raison de problèmes de santé. Durant son hospitalisation, elle s'intéresse à la théorie politique et aux questions de technosurveillance en découvrant, notamment, les travaux du théoricien américain Bernard E. Harcourt, qui deviendra par la suite l'une de ses principales influences intellectuelles.
En 2023, elle anime et produit une émission hebdomadaire estivale, CyberPouvoirs, sur France Inter, dans laquelle elle décrypte sur 8 semaines « les nouvelles formes de pouvoir et de puissance qui sont en train de se recomposer autour de la question technologique ». Elle tient également une chronique dans Les Échos en qualité d'enseignante à Science Po et Columbia GC.

## Travail sur la politique technologique et la gouvernance des Big Tech
Asma Mhalla est politologue, experte en Tech Policy, politique publique technologique. Ses écrits traitent des défis démocratiques et géopolitiques tels que la gouvernance des méta-plateformes technologiques, la souveraineté technologique des États et la désinformation,.
Elle est appelée à analyser les enjeux technologiques comme la puissance des Big Tech, les enjeux politiques de l’IA et les défis démocratiques posés par les médias sociaux et la désinformation,.
En février 2024, Asma Mhalla publie un essai, Technopolitique; elle soutient que « les nouvelles technologies duales » forment un système d'infrastructures technologiques et civilisationnelles qui structurent de nouvelles formes de pouvoir et de puissance ainsi que notre relation à la démocratie. Selon l'auteure, la privatisation de ces infrastructures technopolitiques par les Big Tech pose un enjeu de gouvernance globale.
L'auteure appelle à rester alerte contre le pouvoir politique qu'exercent « les Big Tech », qu'elle qualifie d'illégitimes en leur absence de mandat démocratique. Elle appelle également à repolitiser la question technologique,,,,.

## Publications
- Technopolitique : comment la technologie fait de nous des soldats, Paris, éditions du Seuil, 2024, 288 p. (ISBN 978-2-021-54854-9).
- Denis Lafay (dir.), Edgar Morin (préface), Laurent Berger (postface) et Asma Mhalla, Face à l'effroi 9 juin - 7 juillet - Un mois pour comprendre (ouvrage collectif), éditions de l'Aube, coll. « Monde En Soi », 13 septembre 2024, 224 p. (ISBN 2815964562, présentation en ligne)